# Bajke Barda Beedlea
Bajke Barda Beedlea zbirka je priča za djecu britanske spisateljice J. K. Rowling. Ta je zbirka priča spomenuta u knjizi Harry Potter i Darovi smrti, posljednjoj knjizi iz serijala o Harryju Potteru.
Prvo je napravljeno samo sedam kopija knjige, a svaku je od njih ručno izradila i ilustrirala J. K. Rowling. Jedan je od tih primjeraka krajem 2007. ponuđen na aukciji za 30.000 funti; na kraju ga je Amazon.com prodao za 1,95 milijuna funti, što je bila najveća cijena postignuta na aukciji za neki moderni književni rukopis. Novac zarađen prodajom knjige doniran je humanitarnoj organizaciji The Children's Voice.
Tiskano izdanje knjige u prodaju je pušteno 4. prosinca 2008., a zarada od prodaje donira se organizaciji Children's High Level Group.

## U serijalu o Harryju Potteru
Bajke Barda Beedlea prvi su put spomenute kao izmišljena knjiga u Harryju Potteru i Darovima smrti iz 2007., sedmom i posljednjem romanu u serijalu o Harryju Potteru. Albus Dumbledore, bivši ravnatelj Škole vještičarenja i čarobnjaštva Hogwarts, tu je knjigu oporučno ostavio Hermioni Granger. Opisana je kao popularna zbirka bajki za čarobnjačku djecu, zbog čega Ron Weasley već zna priče iz zbirke, dok Harry Potter i Hermiona Granger s njima nisu upoznati zbog svog odrastanja izvan čarobnjačkog svijeta.
Knjiga koju je Hermiona dobila od Dumbledorea primjerak je prvog izdanja izmišljene knjige. Opisana je kao knjižica prastarog izgleda, "ponegdje zamrljana i oguljena". U romanu je rečeno i da knjiga na koricama ima naslov napisan runama.
Knjiga je korištena kao sredstvo kojim se predstavljaju Darovi smrti Iznad priče "Bajka o tri brata", Hermiona Granger pronašla je simbol za čije značenje Xenophilius Lovegood kasnije ustvrđuje da se radi o simbolu Darova. Trokut iz simbola predstavlja plašt nevidljivosti, krug predstavlja Kamen uskrsnuća, a okomita crta Vrhovni štapić.
Ta tri predmeta također su spomenuta i u samoj bajci (vidi ispod) te pripadaju braći Peverell, za koje se kasnije otkrije da su preci Harryja Pottera. Pod kraj knjige, Albus Dumbledore također potvrđuje vezu između Harryja i Peverella, te navodi da su upravo tri brata možda bila tvorci Darova.
Uvod (kojeg je napisala Rowling) u tiskano izdanje objavljeno u prosincu 2008. spominje da je izmišljeni lik Bard Beedle rođen u Yorkshireu, da je živio u 15. stoljeću i da je imao "iznimno raskošnu bradu".

## Povijest izdanja
Rowling je počela pisati knjigu ubrzo nakon što je završila s radom na sedmom romanu o Harryju Potteru. Tijekom intervjua s obožavateljima, također je navela da je kao inspiraciju za bajke koristila druge knjige. Točnije, "Bajka o tri brata", jedina priča u cijelosti uvrštena u Darove smrti, inspirirana je jednom od priča Geoffreyja Chaucera iz njegova djela Canterburyjske priče.

### Ručno izrađeno izdanje
Prvo je napravljeno samo sedam kopija Bajki Barda Beedlea, a sve je rukom napisala i ilustrirala sama autorica. Knjige su bile uvezane u kožu te ih je srebrnim ornamentima i poludragim kamenjem ukrasila srebrnarnica i draguljarnica Hamilton & Inches iz Edinburgha. Svaki od srebrnih dijelova predstavlja jednu od pet bajki iz zbirke. Rowling je također zatražila da svaka od sedam kopija bude ukrašena drugom vrstom poludragog kamena.
Šest je od tih sedam kopija posvećeno i poklonjeno osobama koje su najviše sudjelovale u nastanku serijala o Harryju Potteru. Isprva nije bilo poznato kome su te kopije darovane. Od tada, dvije su od tih osoba imenovane. Jedna je od njih Barry Cunningham, prvi urednik s kojim je Rowling surađivala, a druga je osoba Arthur A. Levine, urednik Scholastica, američkog izdavača knjiga o Harryju Potteru. Cunningham i Levine posudili su svoje kopije kao dio postava izložbe Bard Beedle u prosincu 2008.
Rowling je također odlučila sedmu kopiju (koja se od ostalih razlikuje po tome što je ukrašena mjesečevim kamenom) prodati na aukciji kako bi prikupila sredstva za humanitarnu organizaciju The Children's Voice.

### Aukcija
Ručno izrađeno izdanje knjige od 157 stranica "Moonstone edition" izloženo je prije aukcije u New Yorku 26. studenog, i Londonu 9. prosinca. Knjiga je na aukciji u Sotheby'su u Londonu ponuđena 13. prosinca 2007. Početna je cijena bila 30.000 funti, a očekivalo se da će biti prodana za oko 50.000 funti. Cijena za koju je knjiga na kraju prodana nadmašila je sva prijašnja očekivanja, jer ju je u ime Amazona kupio predstavnik londonske tvrtke za trgovinu umjetninama Hazlitt Gooden and Fox, za 1.95 milijuna funti. To je do danas najveći iznos izdvojen za kupnju nekog modernog rukopisa. Novac zarađen na aukciji Rowling je kasnije donirala humanitarnoj oragnizaciji The Children's Voice.
Sotheby's je za aukciju tiskao promotivni katalog na četrdeset osam stranica. Katalog je sadržavao ilustracije iz knjige, kao i komentare J. K. Rowling na Bajke Barda Beedlea. Katalog je također prodan, a i taj je novac doniran Children's Voiceu.

### Tiskano izdanje
31. srpnja 2008. objavljeno je da će Bajke Barda Beedlea biti dostupne i javnosti, kako u standardnom izdanju, tako i u kolekcionarskom. Knjigu je objavila Children's High Level Group, a tiskali su je i distribuirali Bloomsbury, Scholastic i Amazon.com. To je odlučeno zbog razočaranja među obožavateljima Harryja Pottera nakon što je objavljeno da se knjiga ne namjerava izdati u većoj nakladi.
Slično kao i kod Čudesnih zvijeri i gdje ih naći i Metloboja kroz stoljeća (druge dvije zbirke priča spomenute u romanima o Harryju Potteru, a koje su također tiskane), standardno i kolekcionarsko izdanje Bajka Barda Beedlea opremljena su komentarima i bilješkama Albusa Dumbledorea, ravnatelja Hogwartsa i jednog od glavnih likova u serijalu. Standardno izdanje također uključuje i reprodukcije ilustracija iz ručno izrađenog izdanja J. K. Rowling, te uvod kojeg je napisala autorica. Limitirano izdanje uključuje deset ilustracija J. K. Rowling kojih nema ni u standardnom izdanju ni u ručno izrađenim primjercima, kao i ekskluzivnu reprodukciju rukom pisanog uvoda J. K. Rowling te ostale prateće predmete, kao što su replika dragulja i smaragdna vrpca.
Knjigu, koja je u prodaju puštena 4. prosinca 2008., u Ujedinjenom je Kraljevstvu i Kanadi objavio Bloomsbury, dok je američko izdanje objavio Scholastic, a posebno izdanje knjige Amazon. Knjiga je prevedena na 28 jezika. Na hrvatski ju je prevela Dubravka Petrović, a izašla je u izdanju Algoritma.

## Sinopsis

### Pregled
Rowling je u zbirku uvrstila pet priča. Jedna od njih, "Vješčevo dlakavo srce", nije spomenuta u Harryju Potteru i Darovima smrti; tri, "Čarobnjak i lonac skakutavac", "Fontana pravedne sreće" i "Mekana Zekana i njezin hihotavi panj", samo su spomenute. "Bajka o tri brata" jedina je priča koja je u potpunosti uvršena u Darove smrti.

### "Čarobnjak i lonac skakutavac"
Tema je ove priče naslijeđe starca koji je, u svojoj nesebičnosti, koristio svoj lonac za spravljanje čarobnih napitaka i protuotrova za druge ljude kad su trebali njegovu pomoć. Nakon smrti, sve ostavlja sinu jedincu koji nema kvalitete koje je imao njegov otac. Nakon očeve smrti, sin je pronašao lonac i u njemu samo papuču s porukom od svog oca, "Uz iskrenu nadu, sine moj, da ti nikad neće zatrebati".
Ogorčen što je dobio samo lonac, sin je odbijao svaku osobu koja ga je došla zamoliti za pomoć. Svaki put kad bi to učinio, lonac je preuzimao simptome onih koji su tražili pomoć. To se nastavilo sve dok sin napokon nije pomogao gradu. Nakon toga, postupno su se izgubili simptomi koje je lunac preuzeo, dok napokon nije ispala misteriozna papuča (koja savršeno odgovara mjedenoj nozi lonca) te su njih dvoje zajedno odšetali u sumrak.

### "Fontana pravedne sreće"
U ovoj priči radi se o fontani u kojoj se jednom godišnje jedna osoba dobiva priliku okupati i tako riješiti svoje probleme. Tako su se srele tri vještice. Prva, Asha, bila je bolesna. Druga, Altheda, bila je siromašna i bespomoćna jer je opljačkana. Treća, Amata, tugovala je jer ju je ostavio muškarac kojeg je voljela. Tri su vještice odlučile da pokušaju zajedno doći do fontane, ali im se usput pridružio i vitez.
Na putu prema fontani, morali su se suočiti s tri izazova. Prvi je zahtijevao "dokaz boli" (suze), drugi "plodove rade" (znoj), a treći "blago sjećanja" (uspomene).
Asha se kod fontane onesvijestila od iscrpljenosti. Kako bi ju spasila, Altheda spravlja napitak koji je ujedno i izliječio Ashu od njezine bolesti, te zbog toga više ne treba fontanu kako bi riješila svoj problem. Altheda shvaća da svojim vještinama može zaraditi, pa ni ona više ne treba fontanu. Amata otkriva da je ostavljanjem uspomena na čovjeka kojeg je voljela iza sebe, ni ona više ne treba fontanu. Vitez se okupa u vodi, nakon čega je zatražio Amatinu "ruku i srce" na što ona pristaje. Svi su došli do rješenja svojeg problema, nesvjesni činjenice da fontana zapravo nema nikakve čarobne moći.

### "Vješčevo dlakavo srce"
Priča govori o mladom i zgodnom vješcu koji je odlučio da se nikad neće zaljubiti, i za provedbu te svoje odluke koristi mračne slike. Njegova obitelj, u nadi da će se promijeniti, ne čini ništa. Međutim, jednog dana, čuo je razgovor dvojice sluga o tome kako vještac nema suprugu, pa on odlučuje pronaći talentiranu, bogatu i lijepu vješticu i oženiti se njome kako bi mu svi zavidjeli.
Sljedećeg dana upoznaje djevojku. Vještac ju uspijeva uvjeriti da dođe na večeru u njegov dvorac. Tijekom gozbe, ona mu kaže da mora znati da ima srce. Vještac joj pokaže svoje dlakavo srce koje kuca u kristalnoj škrinji u tamnici. Vještica ga moli da srce vrati u svoje tijelo. Nakon što vještac to i učini, ona ga prihvati. Međutim, zato što je njegovo srce predugo bilo odvojeno od tijela, ono je razvilo divlje nagone. Ono ga navodi na to da za sebe uzme istinski ljudsko srce. Zato vještičinim srcem želi zamijeniti svoje. No, nakon što otkrije da magija ne može izvaditi njegovo dlakavo srce iz njegova tijela, izreže ga bodežom. Tako on i dijela umiru, dok on u svakoj ruci drži po jedno srce.

### "Mekana Zekana i njezin hihotavi panj"
Ova se priča bavi kraljem koji svu magiju želi zadržati za sebe. Kako bi to učinio, mora riješiti dva problema: mora zarobiti sve čarobnjake u kraljevstvu te mora naučiti magiju. Zato osniva "brigadu zs lov na vještice" i upućuje poziv za učitelje magije. Javio mu se samo jedan šarlatan bez magičnih moći. Međutim, Mekana, kraljeva pralja, jednoga se dana nasmije kralju koji je vježbao magiju s običnom grančicom. Zbog toga kralj zahtijeva od šarlatana javnu demonstraciju magije i upozorava ga da će ostati bez glave ako se itko bude smijao. Šarlatan kasnije bude svjedokom Mekaninog izvođenja magije te joj prijeti da će ju razotkriti ako mu ne pomogne. Ono pristaje na to da se sakrije i pomogne mu s demonstracijom.
Tijekom demonstracije, kapetan brigade upita kralja može li oživjeti njegovog psa koji je uginuo. Kako Mekanina magija ne može oživjeti mrtve, okupljena masa misli da su prijašnje čarolije bile samo trikovi. Šarlatan otkrije Mekanu i optuži ju da je blokirala njegove čarolije. Mekana bježi u šumu i sakriva se u starom stablu. U očaju, šarlatan ustvrdi da se Mekana pretvorila u stablo koje daje posjeći.
Kada je svita stigla do panja, on se zahihotao i natjerao šarlatan da prizna svoja nedjela. Panj se ponovno zahihotao zahtijevajući od kralja da više nikad ne progoni čaronjake te da na panj da postaviti kip Mekane kako ne zaboravio vlastitu glupost. Kralj pristane i vrati se u svoju palaču.

### "Bajka o tri brata"
Priča govori o tri brata koja putujući zajedno dođu do rijeke preko koje ne mogu prijeći pa zato preko nje naprave čaroban most. Na pola puta preko mosta, susretnu Smrt koja je ljuta jer je izgubila tri potencijalne žrtve. Pretvara se da je zadivljena njihovim pothvatom te im dopušta da svaki sebi izabere nagradu. Najstariji brat odabire nepobjedivi čarobni štapić. Srednji brat zatraži sposobnost vraćanja iz mrtvih. Najmlađi brat ne vjeruje Smrti i zatraži od nje mogućnost da ju spriječi da ga pronađe. Smrt mu daje plašt nevidljivosti. Nakon toga, svaki od tri brata kreće svojim putem.
Najstariji brat, zato što se hvalio svojim moćnim štapićem, biva opljačkan i ubijen na spavanju. Srednji brat iskorištava svoju sposobnost kako bi iz mrtvih vratio ženu koju je volio, a koja je umrla prije nego što su se uspjeli vjenčati. Međutim, ona nije potpuno živa i ispunjena je tugom. On počini samoubojstvo kako bi joj se mogao pridružiti. Što se najmlađeg brata tiče, Smrt ga nikad nije uspjela pronaći, jer je ostao skriven pod svojim plaštem. Mnogo godina kasnije, brat je skinuo plašt i prepustio ga svome sinu. Zadovoljan sa svojim postignućima, dočekao je Smrt kao staru prijateljicu i odabrao da ode s njom.